# Chavela Vargas
Chavela Vargas, pseudonimo di Isabel Vargas Lizano (San Joaquín de Flores, 17 aprile 1919 – Cuernavaca, 5 agosto 2012), è stata una cantante costaricana naturalizzata messicana.

## Biografia
Si trasferì in Messico a 14 anni, dove iniziò a cantare per le strade. Divenne professionista nei tardi anni cinquanta, le sue prime registrazioni sono del 1961. Divenne popolare negli anni sessanta e settanta, sia in patria sia in Europa, soprattutto in Spagna. Frequentò personaggi noti del tempo come Frida Kahlo, Diego Rivera e Luis Echeverría, presidente del Messico dal 1970 al 1976.
Vittima dell'alcolismo, si ritirò nel 1979. Nel 1990 tornò sulle scene accettando una parte nel film di Werner Herzog, Grido di pietra.
Negli anni novanta Pedro Almodóvar rese omaggio a Chavela, scegliendo le sue canzoni per le colonne sonore di alcuni film, presentandola così al grande pubblico.
Ha anche partecipato al film, dedicato all'amica Frida Kahlo, Frida di Julie Taymor, in cui interpreta La llorona (ma nella colonna sonora è presente anche Paloma negra). L'attrice protagonista e produttrice, Salma Hayek, che l'ha voluta nel film, ha dichiarato: «Chavela non è una cantante messicana, Chavela è il Messico»

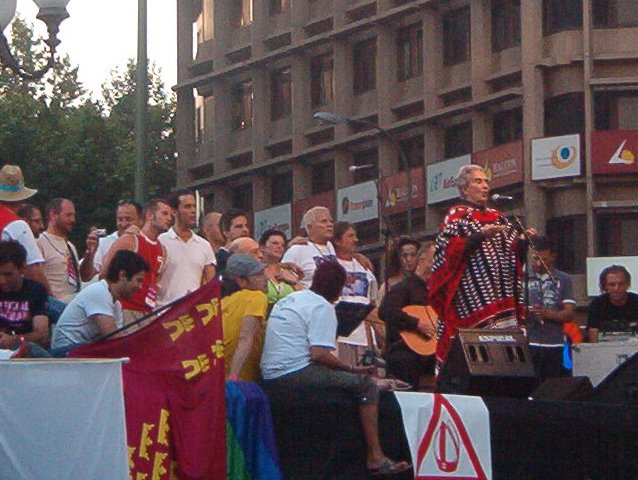
Chavela Vargas Madrid il 1º luglio 2006 canta al gay pride

Personaggio eclettico e trasgressivo, negli anni sessanta girava per il Messico vestita da uomo, fumando il sigaro e portando con sé una pistola. Non nascose mai il suo interesse per le donne 
ma solo a 81 anni dichiarò pubblicamente la sua omosessualità; nello stesso anno la Spagna le consegnò la più alta onorificenza del paese al valore artistico.
È una leggenda della musica ranchera messicana, canzoni romantiche che raccontano di donne, storie romantiche e cuori infranti.
Nel 2009 partecipa alla realizzazione dell'album Splendor in the Grass, dei Pink Martini, interpretando Piensa en mí.